# Antoine Brumel
Antoine Brumel (1460-1512/1513) là nhà soạn nhạc người Pháp. Ông là một trong những thành viên đầu tiên của trường phái Những Người Hà Lan và là một trong những nhà soạn nhạc có ảnh hưởng nhất trong thế hệ của ông, chỉ sau Josquin des Prez.

## Cuộc đời
Ít điều được biết về khoảng thời gian đầu trong cuộc đời ông. Có vẻ ông được sinh ra tại phía tây của Chartres. Có thể nơi ông sinh ra là một thị trấn ở Brunelles, gần với Nogent-le-Rotrou. Ông làm ca sĩ trong khoảng thời gian từ ngày 9 tháng 8 năm 1483 đến 1486. Sau đó thì ông làm việc ở Genève cho đến năm 1492 và Laon trong năm 1497. Tiếp theo đó nữa, ông trở thành một chỉ huy dàn hợp xướng gồm các bé trai ở Notre-Dame de Paris trong các năm 1498 đến 1500, rồi trở thành chỉ huy dàn hợp xướng của Alfonso I d'Este ở Ferrera từ năm 1506, thay thế nhà soạn nhạc danh tiếng Jacob Obrecht, người đã qua đời vào năm trước đó. Vào năm 1510, nhà thờ mà Brumel hoạt động đã bị giải tán. Chính vì thế ông phải đến nước Ý. Những tài liệu đơn lẻ cho rằng Brumel đã làm việc tại các nhà thờ ở Faenza và Mantua. Tại Mantua ông qua đời. Năm ông qua đời cũng không được rõ ràng, có thể là năm 1512, 1513 hoặc một năm nào đó trước năm 1512. Có một ý kiến có thể giải thích ông qua đời vào năm 1513 khi cho rằng ông có mặt trong số những nhà soạn nhạc gặp Giáo hoàng Leo X. Đó là ý kiến của nhà soạn nhạc người Ý Vincenzo Galilei. Tuy nhiên, do Galilei thuộc thế hệ sau và viết về điều này như là một điều thứ yếu, cộng thêm việc không có bằng chứng khẳng định thêm việc này nên ý kiến này không được xác thực hoàn toàn. Sau đó, Heinrich Glareanus, một người viết tiểu sử về Brumel sau đó, đề cập rằng Brumel đã sống "già dặn", vì vậy có thể ông sống lâu hơn. Tuy nhiên, rất đáng tiếc, bản ghi chép ý kiến này đã không còn tồn tại, vì vậy ta không biết đầy đủ vấn đề. Ngoài ra, một vấn đề nữa cũng cần đề cập đến đó là Jachet Brumel có phải là con của Antoine Brumel hay không.

## Phong cách âm nhạc
Brumel sống ở một nơi mà những thay đổi về âm nhạc đang diễn ra ở châu Âu đầu thế kỷ 16. Trong những thay đổi đó, phong cách cũ hay sự phân giọng ca sĩ, đã được thêm tính chất êm ả, bình đẳng và đồng thời. Những thay đổi như thế này có thể tìm thấy trong âm nhạc của Brumel. Nếuu như các tác phẩm đầu tiên của ông gắn liền với phong cách cũ thi những tác phẩm sau đó đã mang tính chất phức điệu, điều có thể thấy trong âm nhạc của thế hệ của des Prez.

### Hợp xướng
Đây là thể loại được biết đến nhiều nhất của Brumel. Các kỹ thuật trong các bản hợp xướng này làː Thỉnh thoảng Brumel sử dụng đến cantus firmus, kỹ thuật dần trở nên cổ xưa vào cuối thế kỷ 15, cũng như kỹ thuật hợp xướng chú thích, thứ kỹ thuật làm cho những thứ cụ thể phức tạp lên và trong đó có sự mô phỏng. Brumel sử dụng sự mô phỏng theo cặp, giống như des Prez, nhưng lại theo một lối thông suốt hơn các nhà soạn nhạc nổi tiếng hơn ông. Một kỹ thuật tương đối khác thường mà ông sử dụng trong một bản hợp xướng không tiêu đề đã giúp cho các giọng ca khác nhau thể hiện các phần khác nhau (thường thì các tiêu đề của các bản hợp xướng của ông có xuất phát từ những tác phẩm tồn tại trước đó, thường là plainchant, motet hoặc chanson, ít khi các bản hợp xướng của ông không có tiêu đề). Hầu hết các bản hợp xướng của Brumel được viết cho bốn giọng ca.

### Motet, chanson và các tác phẩm dành cho nhạc cụ
Brumel viết một số lượng lớn các tác phẩm thuộc các thể loại này. Phong cách âm nhạc của ông trong các tác phẩm này cũng xuyên suốt cuộc sống của ông. Những tác phẩm đầu tiên của ông sử dụng sự bất quy tắc và tính phức tạp có giai điệu, điều đặc trưng trong âm nhạc của thế hệ Johannes Ockeghem, những tác phẩm sau lại là phức điệu mô phỏng êm ái của des Prez và kết cấu chủ điệu đang có ở Ý. Một đặc điểm riêng biệt trong phong cách âm nhạc của Brumel đó là ông sử dụng cả bình thơ có âm tiết nhanh trong các tác phẩm mang tính hợp âm, thúc đẩy phong cách madrigal thế kỷ 16. Đặc điểm này thỉnh thoảng xuất hiện trong các đoạn "Credo" của các bản hợp xướng do ông sáng tác. Theo logic mà nói, kể từ đoạn "Credo" là đoạn dài nhất và nếu muốn nó giống với các đoạn khác trong bản hợp xướng thì đó sẽ là một sự mất cân đối lớn.

## Tác phẩm
Khi Brumel còn sống, Ottaviano Petrucci cho xuất bản một cuốn sách có ghi các bản hợp xướng của ông cũng như các tác phẩm của các nhà soạn nhạc khác tưởng nhớ đến ông sau khi ông qua đời.

### Hợp xướng
- Missa l'homme armé
- Missa Et ecce terræ motus
- Missa de beata virgine